# Roger Helland
Roger Helland (Austrheim, 26 settembre 1973) è un ex calciatore norvegese, di ruolo centrocampista.

## Carriera

### Club
Helland iniziò la carriera nel Brann, con cui debuttò nella Tippeligaen nel 1993. Precisamente, debuttò in data 8 maggio, sostituendo Lars Bakkerud nella vittoria per 4-0 contro il Rosenborg. Giocò soltanto un altro match nel girone d'andata, mentre fu titolare nella seconda parte di stagione. Contribuì, l'anno seguente, al secondo posto in classifica del club, miglior risultato stagionale dal 1975. Helland giocò in questa squadra fino al 1999, totalizzando 206 presenze tra tutte le competizioni, con 21 reti. Nella sola Tippeligaen, giocò 154 incontri e siglò 15 gol.
Alla scadenza del suo contratto con il Brann, Helland scelse di trasferirsi ai danesi del Brøndby. Firmò un contratto semestrale con la squadra allenata dal connazionale Åge Hareide. Si trasferì in squadra assieme ad altri calciatori scandinavi, come Stig Inge Bjørnebye, Magnus Svensson, Krister Nordin, e Mattias Jonson. Nelle idee di Hareide, avrebbe dovuto sostituire Vragel da Silva nella difesa a zona del nuovo schema, 4-3-3. Arrivato a metà del campionato danese, giocò 12 delle 15 restanti partite e contribuì a far raggiungere al club la seconda posizione in classifica. A fine stagione, però, il presidente Per Bjerregaard criticò il norvegese e Per Nielsen ed Helland fu conseguentemente criticato anche dai media danesi. Il suo contratto non fu così rinnovato.
Nel corso del 2000, allora, tornò al Lillestrøm. Esordì in squadra il 5 luglio, sostituendo Pål Strand nella vittoria per 2-0 sul Brann. In seguito alla promozione nella Tippeligaen del Fredrikstad, Helland firmò per la squadra. Si ritirò nel 2005.

### Nazionale
Helland giocò 22 partite per la Norvegia under 21, con 4 reti all'attivo. Debuttò il 2 febbraio 1994, nel pareggio per 3-3 contro la Danimarca.
Vestì la maglia della Nazionale maggiore in 2 occasioni. Esordì il 18 gennaio 1997, sostituendo Stig Johansen nell'amichevole contro la Corea del Sud, persa per 1-0.